# Martine Ripsrudová
Martine Ripsrudová (* 31. října 1995) je norská rychlobruslařka.
Od roku 2013 se účastnila Světového poháru juniorů, v seniorském Světovém poháru debutovala roku 2015. V premiérovém sprinterském víceboji na Mistrovství Evropy 2017 byla desátá. Na evropských šampionátech v letech 2018 a 2022 získala bronzové medaile v týmovém sprintu. Startovala na ZOH 2022 (500 m – 23. místo) a krátce poté získala bronzovou medaili v týmovém sprintu na světovém šampionátu 2022.